# Ligne 15 du tramway de Bruxelles
Pour les articles homonymes, voir Ligne 15.
La ligne 15 du tramway de Bruxelles est un projet de ligne de tramway à Bruxelles, qui traversera le quartier de Tour et Taxis et reliera la station de métro Belgica et la gare de Bruxelles-Nord, à partir de 2029. En 2032, la ligne sera étendue afin de rejoindre la gare de Bruxelles-Central. À plus long terme, la ligne devrait être étendue vers Ixelles, en reprenant l'itinéraire de la ligne de bus 95, voire atteindre Watermael-Boitsfort.

## Histoire
En juin 2010, la ministre bruxelloise du transport Brigitte Grouwels annonce que la Région de Bruxelles-Capitale étudie la création d'une ligne de tram vers Tour et Taxis.
Le contrat de gestion de la STIB, préparé en 2012, annonce que le tram desservant Tour et Taxis verra le jour pour la période 2017-2020. Ce contrat de gestion est approuvé par le gouvernement bruxellois en février 2013.
En décembre 2018, le gouvernement bruxellois donne son feu vert à deux projets de nouvelles lignes de tram : l'un qui traversera Neder-Over-Heembeek, et l'autre qui desservira Tour et Taxis. Ce dernier reliera la station de métro Belgica à celle de Rogier.À l'état embryonnaire, il a été décidé qu'il atteindrait la gare de Rogier via Sainctelette et se dirigerait vers Rogier pour s'y terminer, mais ce plan aurait entraîné un retard beaucoup plus important et il a alors été décidé d'aborder un itinéraire différent et ainsi l'idée d'un autre itinéraire pour les correspondances a été élaborée. L'itinéraire exact implique un passage par le boulevard Belgica, les rues Vanderstichelen, Picard, le futur pont Picard, la gare du Nord et la place Rogier.
En juillet 2019, le gouvernement Vervoort III présente son accord gouvernemental, pour la législature 2019-2024. L'adoption d'un "Plan directeur tram" est évoquée, qui confirme la création d'un tram desservant Tour & Taxis. Parmi d'autres projets, la « tramification » de la ligne de bus 95, qui relie la gare centrale et Watermael-Boitsfort, est annoncée. La commune d'Ixelles rend son avis sur le plan Good Moove (le plan régional de Mobilité) en septembre de la même année, et se dit favorable à la « tramification » de la ligne 95.
Le 9 juillet 2021, le gouvernement bruxellois modifie l'itinéraire envisagé pour la ligne desservant Tour et Taxis : le terminus ne sera finalement pas sur la place Rogier, mais bien à la gare centrale, dans le centre ville. Deux itinéraires sont étudiés : l'un, soutenu par la STIB, passant par la place Saint-Lazare et le boulevard Pachéco, l'autre, soutenu par la Ville de Bruxelles, passant par la rue du Progrès, la place Rogier, le boulevard du Jardin botanique et le boulevard Pachéco. La semaine suivante, le gouvernement choisit la première option.
En septembre 2021, Brieuc de Meeûs, administrateur général de la STIB, dévoile les projets de l'entreprise. Pour la ligne de Tour et Taxis, de Meeûs envisage de prolonger la ligne au-delà de la gare centrale, en reprenant soit le tracé du bus 71, soit celui du bus 95 ; tous deux desservant Ixelles. Mais la « tramification » du 71, maintes fois étudiées par le passé, n'a pas abouti. : la STIB travaille dès lors sur celle du 95.
En mai 2023, la commune de Watermael-Boitsfort émet des inquiétudes quant à la « tramification » de la ligne de bus 95. Cette ligne emprunte des rues trop étroites pour permettre le passage d'un tramway, et la STIB envisage un terminus à l'ULB, à Delta ou à la place Keym. La commune ne serait dès lors plus desservie. Marie-Noëlle Stassart, échevine de l’Urbanisme, des voiries et de la mobilité, dit espérer une « tramification » jusqu’à Wiener et, a minima, place Keym.
Dans la foulée, un retard de cinq ans est annoncé pour la ligne traversant Tour et Taxis : initialement prévue pour 2024, elle ne verra pas le jour avant 2029. En octobre 2023, la région bruxelloise attribue le marché public de conception et de construction à un consortium composé du bureau d’études Arcadis associé au cabinet d’architecture LA/BA, aux urbanistes de CityTools et aux paysagistes de Taktyk.
Le 2 janvier 2024, la STIB dévoile le numéro que portera la ligne : il s'agit du numéro 15. Elle dévoile aussi le calendrier de la mise en service de la ligne : le tronçon Belgica - Gare du Nord sera opérationnel en 2029, tandis que le tronçon Gare du Nord - Gare centrale (via le boulevard Saint-Lazare et le boulevard Pachéco) ne le sera qu'en 2032. Enfin, la STIB envisage pour la suite une extension de la ligne vers le Sud de l'agglomération, et remplacera la ligne de bus 95 en reprenant son itinéraire. Depuis la Gare centrale, deux options sont envisagées : soit un itinéraire passant par la rue des Colonies, la rue de la Loi et la rue Ducale, soit un itinéraire via le Coudenberg, la place Royale et la place des Palais. Dans les deux cas, le tram atteindrait la place du Trône, et poursuivrait ensuite sur la rue du Trône et l'avenue de la Couronne, jusqu'à atteindre le cimetière d'Ixelles. Le terminus n'est pas encore choisi, et se jouerait entre trois options : ULB via le Solbosch, Delta via le pont Fraiteur, ou enfin Weiner via la place Keym à Watermael-Boitsfort.
Le 14 mai 2024, la demande de permis est introduite par Bruxelles Mobilité, en collaboration avec la STIB, pour le tronçon entre Belgica et la gare du Nord. Le début des travaux est prévu pour 2026.
Le 4 juin 2025, la mobilité à Bruxelles a lancé une enquête publique pour le permis du tram 15 qui a été ouvert jusqu'au 3 juillet 2025 avec une commission de consultation prévue pour mi-juillet.
Le 16 juillet, une consultation citoyenne a eu lieu lors de laquelle plusieurs décisions et plans ont été discutés. Les sujets abordés et exprimés incluent : 1. Détails de conception et réallocation de l'espace Conversion du rond-point de la Place Werrie en un carrefour en T - destiné à élargir les zones piétonnes, la verdure, les cafés et les pistes cyclables. Refonte de la Rue Vanderstichelen et de la Rue Picard pour améliorer la résilience face aux inondations grâce à une meilleure infiltration des eaux pluviales. 2. Stationnement et accessibilité Préoccupation soulevée concernant la suppression d'environ 275 places de stationnement en voirie ; les autorités se sont engagées à mettre en place des mesures de compensation pour le stationnement dans les zones voisines. Les améliorations d'accessibilité ont été bien accueillies - 100 % d'accès au tram, des trottoirs plus larges, et des routes à usage mixte plus sûres. 3. Végétation et améliorations des espaces publics Proposition de planter 180 nouveaux arbres le long du parcours, d'installer des bancs et d'ajouter du mobilier urbain pour améliorer la qualité de vie. 4. Prévention des inondations et adaptation au climat Les mesures comprennent des systèmes d'infiltration améliorés dans le bas de la Rue Picard.Les mesures comprennent des systèmes d'infiltration améliorés dans les zones inférieures de Picard et Port pour gérer les eaux pluviales et réduire les risques d'inondation.5. Efficacité du transport et connectivitéLe soutien à la circulation du tram dans une voie réservée le long du pont Suzan Daniel promet un service plus rapide et plus fiable.
Lors de cette consultation, les personnes impliquées dans la décision et l'accueil concernant la nouvelle ligne de tram étaient :Des citoyens et des entreprises locales : Les contributions individuelles, des associations de quartier et des entités commerciales ont été entendues.Le personnel de Bruxelles Mobilité et de la STIB : Ils ont présenté des plans de conception, des détails techniques et des propositions de réaménagement urbain.Des représentants municipaux de Jette, Molenbeek, Bruxelles-Ville, Schaerbeek et Saint-Josse‑Ten‑Noode : Ils ont offert des retours et soulevé des préoccupations locales.Des experts externes : Ils comprenaient des conseillers en planification et techniques qui ont évalué la faisabilité, l'impact environnemental et le design urbain.

## Tracé et stations
Le trajet prévu est le suivant :
|  |   |  | Stations            | Lat/Long                    | Type | Communes              | Correspondances |
|  | - |  | ------------------- | --------------------------- | ---- | --------------------- | --- |
|  | o |  | Belgica             | 50° 52′ 03″ N, 4° 20′ 09″ E |      | Jette                 | (T) · (51) · (B) · (14) |
|  | o |  | Vanderstichelen     | 50° 51′ 58″ N, 4° 20′ 19″ E |      | Molenbeek-Saint-Jean  | - |
|  | o |  | Picard              |                             |      | Molenbeek-Saint-Jean  | - |
|  | o |  | Suzan Daniel        |                             |      | Molenbeek-Saint-Jean  | - |
|  | o |  | WTC                 |                             |      | Bruxelles-ville       | - |
|  | o |  | Gare du Nord        | 50° 51′ 37″ N, 4° 21′ 37″ E |      | Schaerbeek            | - |
|  | o |  | Brabant             |                             |      | Saint-Josse-ten-Noode | |
|  | o |  | Jardin              |                             |      | Saint-Josse-ten-Noode | |
|  | o |  | Pachéco             |                             |      | Bruxelles-Ville       | |
|  | o |  | Cité administrative |                             |      | Bruxelles-Ville       | |
|  | o |  | Sainte-Gudule       |                             |      | Bruxelles-Ville       | |
|  | o |  | Gare Centrale       |                             |      | Bruxelles-Ville       | (M) · (1) · (5) · (B) · (29) · (38) · (52) · (63) · (65) · (66) · (71) · (89) · (N04) · (N05) · (N06) · (N08) · (N09) · (N10) · (N11) · (N12) · (N13) · (N16) · (N18) |

## Exploitation de la ligne

### Matériel roulant
La ligne 15 sera entièrement équipée et exploitée par des motrices T4000.

### Tarification et financement
La tarification de la ligne sera identique à celles des autres lignes de tramway exploitées par la STIB ainsi que les réseaux urbains bruxellois TEC, De Lijn, SNCB et accessible avec les mêmes abonnements sauf sur le tronçon Bourget-Brussels Airport de la ligne 12. Un ticket peut permettre par exemple 1, 5 ou 10 voyages avec possibilité de correspondance.
Le financement du fonctionnement de la ligne, entretien, matériel et charges de personnel, est assuré par la STIB.